# Schloss Harbke

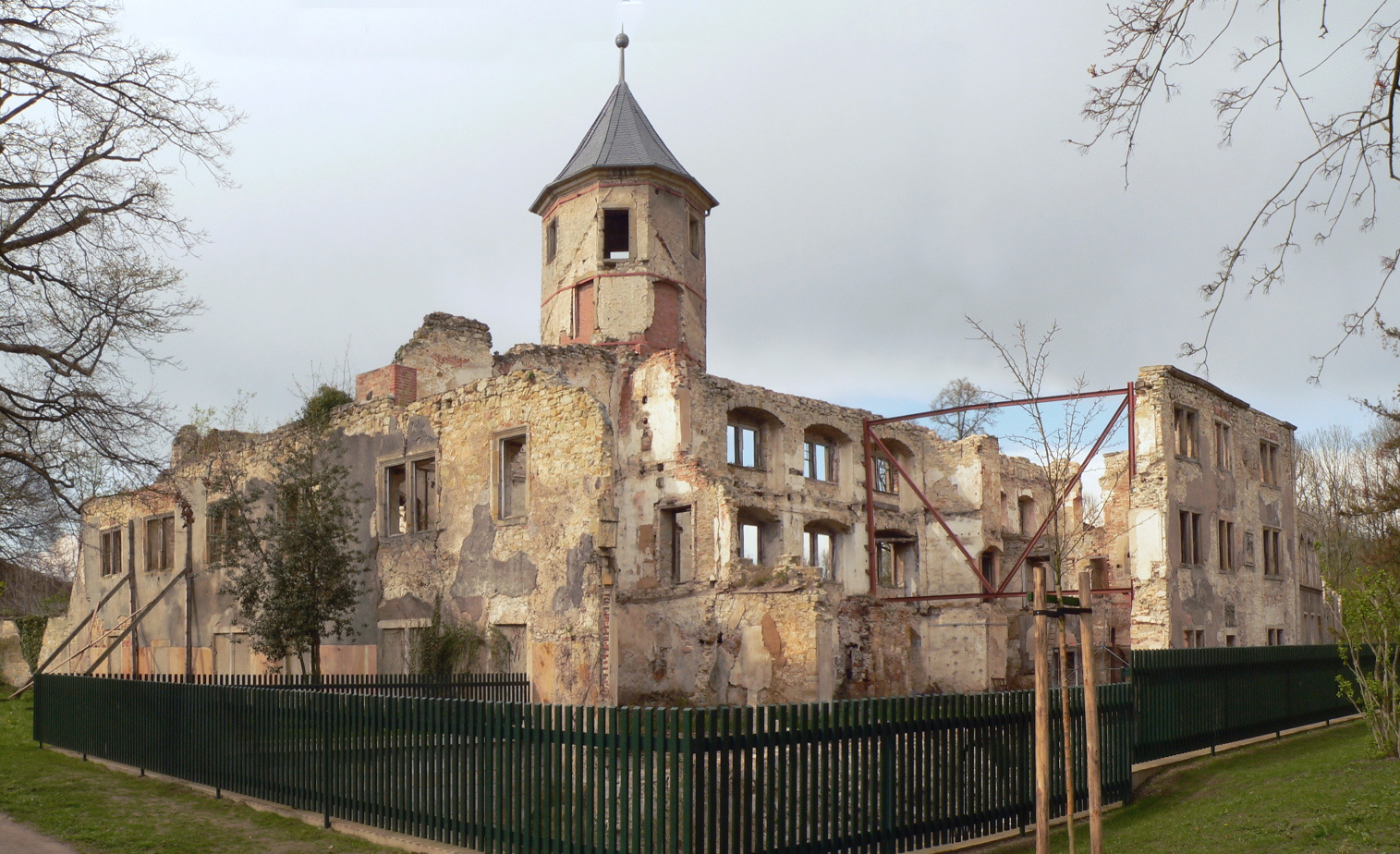
Schlossruine (2012)

Das Schloss Harbke ist ein auf den Grundmauern einer mittelalterlichen Rundburg entstandener Herrschaftssitz in der Gemeinde Harbke im heutigen sachsen-anhaltischen Landkreis Börde, der heute nur noch als Ruine erhalten ist. Das Schloss und dessen Vorgängerbau wurden vom Adelsgeschlecht Veltheim im 14. Jahrhundert errichtet. Das Anwesen verblieb bis zur Enteignung nach dem Zweiten Weltkrieg im Familienbesitz.

## Geschichte

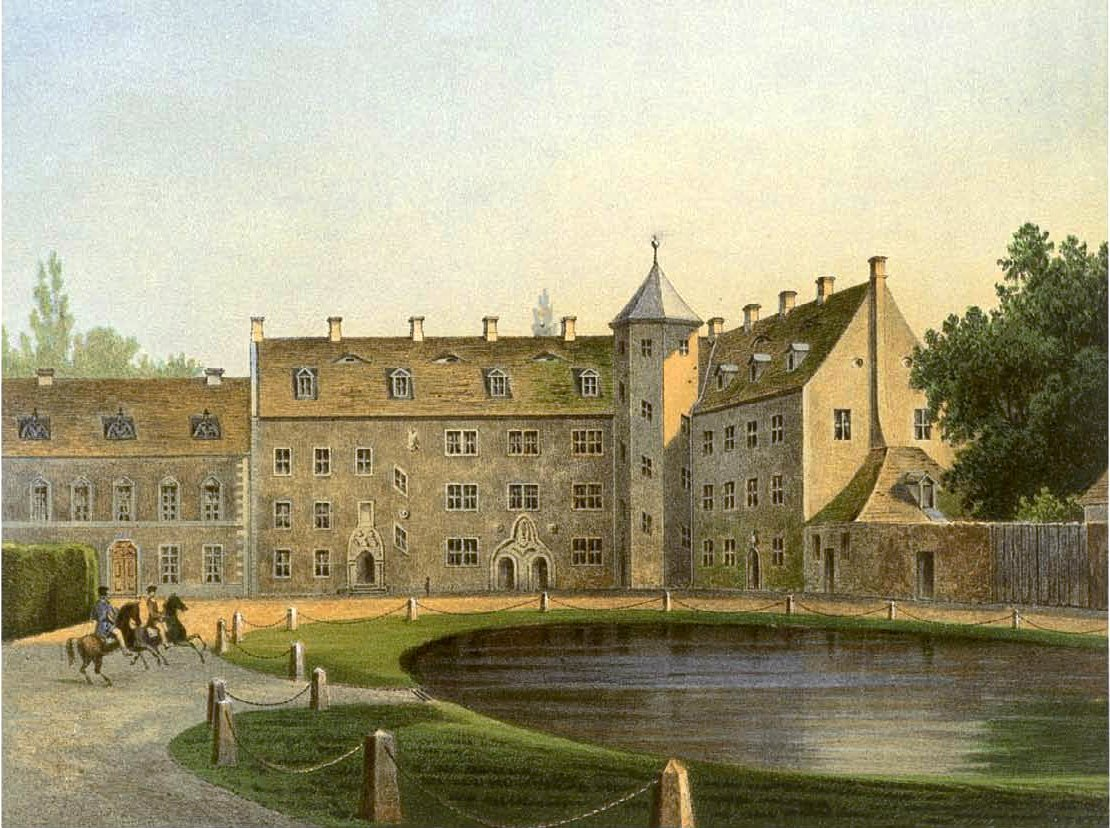
Lithografie des Schlosses von 1857/1859

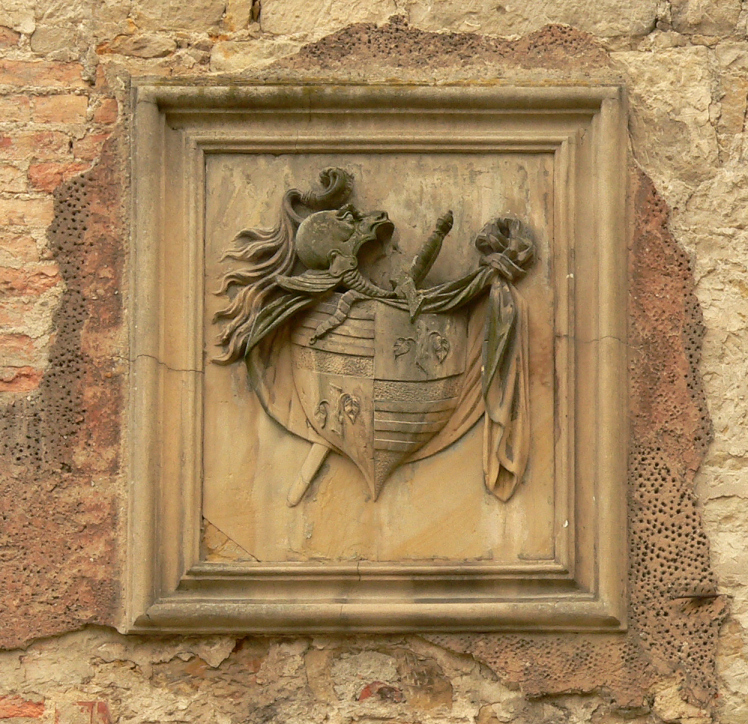
Familienwappen an der Schlossruine

Im Jahr 1308 ging die Grundherrschaft über den Ort Harbke an Bertram und Ludolf von Veltheim über. Diese errichteten daraufhin in einer wasserreichen Senke am Ortsrand die Wasserburg „Hertbike“, die mit einem doppelten Wasser- und Grabensystem geschützt war.
1415 war Dietrich von Quitzow, der von dem neuen hohenzollerschen Landesherren Friedrich I. aus der Mark Brandenburg verdrängt worden war, nach Schloss Harbke gekommen, wo seine Schwester Mathilde lebte. Am 14. Februar 1417 starb Quitzow hier und wurde dann im unweit gelegenen Jungfrauenkloster Marienborn beigesetzt. Zwischen 1572 und 1586 wurde auf den Grundmauern dieser Rundburg durch Achaz von Veltheim ein Schlosskomplex im Baustil der Renaissance erbaut. Geprägt wurde der Schlossneubau von zwei dreigeschossigen, im Winkel zueinander stehenden Flügelbauten, die durch einen polygonalen Treppenturm mit Spitzdach im südöstlichen Schlossareal verbunden sind. Das Wappen der Familie Veltheim und von Saldern, aus der die Ehefrau des Bauherrn stammte, ziert noch heute die Überreste der Schlossfassade.
Am 26. Oktober 1731 wurde der Bau bis auf das Hauptgebäude des Schlosses durch einen Brand erheblich beschädigt, sodass ab 1733 größere Wiederherstellungsarbeiten an den Wirtschaftsgebäuden eingeleitet werden mussten. Zwischen 1751 und 1759 erfolgten umfassende Umbauten durch den herzoglichen Landbaumeister des Fürstentums Braunschweig-Wolfenbüttel, Martin Peltier de Belfort. Der nordwestliche Teil des Hofs wurde im Baustil des Barock geschlossen und im Innenhof ein ovales Bassin angelegt. Seit dieser Zeit bestand eine geschlossene Vierflügelanlage.
Unter Friedrich August von Veltheim (1709–1775) wurde ab 1740 der Schlosspark in eine barocke Gartenanlage umgestaltet, die mit Skulpturen und einer Nischenwand, der sogenannten „Chinesische Mauer“, ergänzt wurde. Der Botaniker Johann Philipp Du Roi arbeitete mehrere Jahre auf dem Gut und veröffentlichte 1771 seine bedeutende dendrologische Abhandlung unter dem Titel Harbkesche wilde Baumzucht. Diese wissenschaftliche Arbeit bewegten u. a. den pflanzenkundlich interessierten Dichter Johann Wolfgang von Goethe in Begleitung des Helmstedter Universitätsprofessors und Veltheimschen Hausarztes Gottfried Christoph Beireis im August 1805 zu einem mehrtägigen Besuch auf dem Schloss. Im Jahr 1825 wurde dem Schlossensemble noch ein neugotischer Bibliotheksbau hinzugefügt.

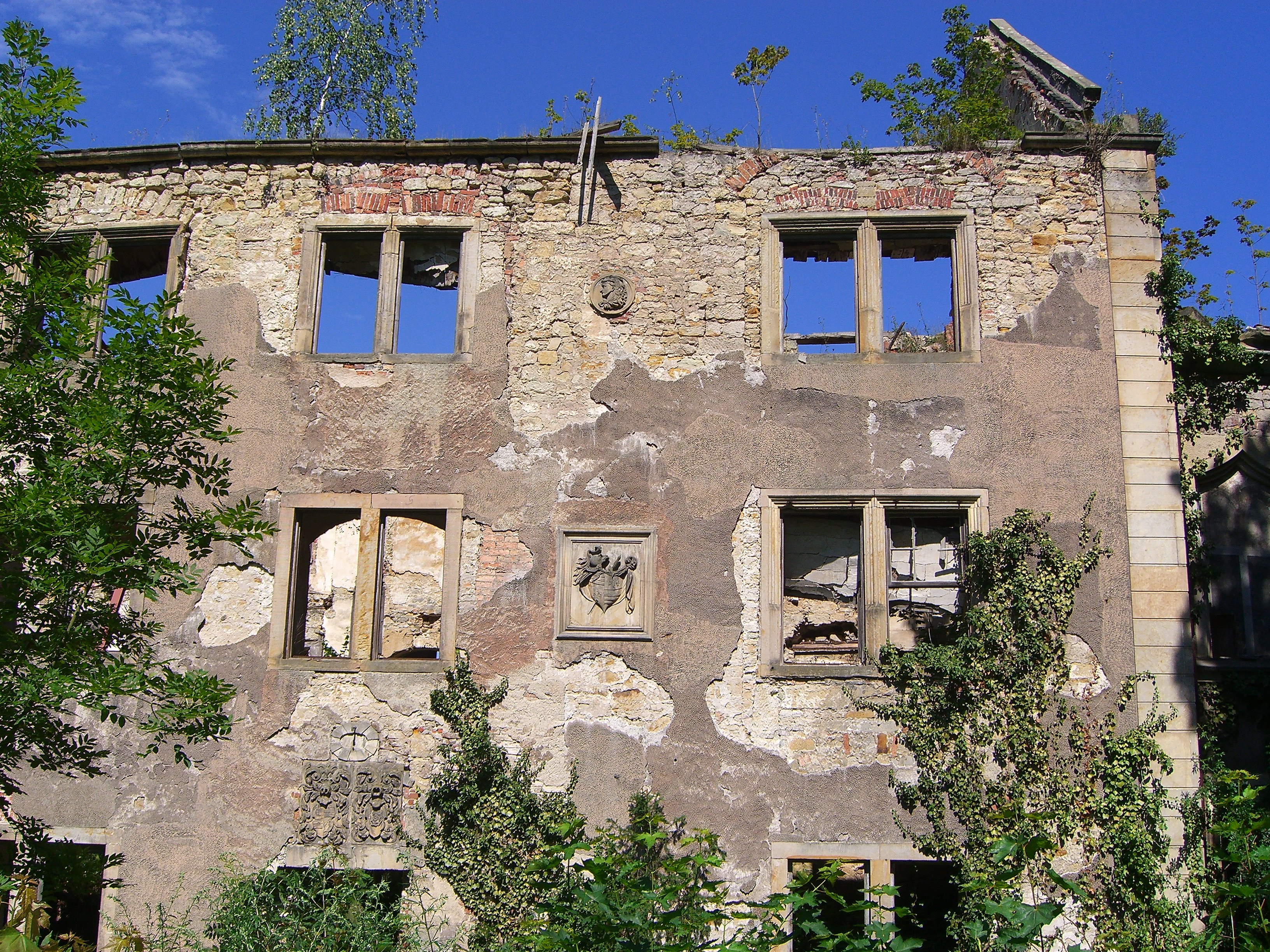
Östliche Seite der Schlossruine mit Familienwappen (2007)

Schloss Harbke hatte nicht nur repräsentative Aufgaben, es war Sitz eines Rittergutsbesitzers, die Mitte eines landwirtschaftlichen Betriebs. Gut Harbke war lange eine Fideikommiss, eine auf Stiftungsrecht basierende Erbfestlegung und damit ein unverkäuflicher Besitz. Im Erbfall würde das Gutseigentum etwaig eine andere Linie der Familie von Veltheim fallen. Franz von Veltheim-Harbke wurde 1873 der Fideikommissherr auf Harbke. Er war seit 1908 auch Fürst und Herr zu Putbus (1848–1927) sowie Komtur der Pommerschen Genossenschaft des Johanniterordens. Der Gutsbesitz umfasste mit seinen Anteilen gesamt etwa 1632 ha, davon 110 ha Wald. Es wurde eine große Schafsviehwirtschaft unterhalten, die Leitung übernahm ein Administrator. Der Fürst vertrat parallel die Familie von Veltheim im Preußischen Herrenhaus.
Mit Ende des Zweiten Weltkriegs und nach dem Einmarsch der Roten Armee wurde die letzte Besitzerin des Schlosses, Karin von Veltheim, enteignet. Damit endete eine 637 Jahre währende Grundherrschaft der Familie Veltheim in Harbke. Zu Harbke gehörten bis 1854 auch das Gut Aderstedt sowie das Gut Groppendorf.
1947 wurde im Schloss ein katholisches Kinderheim eingerichtet, in dem Krankenschwestern vom Regulierten Dritten Orden des hl. Franziskus aus Bad Warmbrunn wirkten. Zu Zeiten der DDR stand das Schloss ab 1955 leer. Die angrenzenden Wirtschaftsgebäude wurden von einer Landwirtschaftlichen Produktionsgenossenschaft (LPG) genutzt. Das Hauptgebäude des Schlosses wurde allerdings stark vernachlässigt, sodass es zunehmend verfiel und heute nur noch als Ruine erhalten ist.

## Schlosspark
Der an das Schloss angrenzende Park wurde im 18. Jahrhundert von Friedrich August von Veltheim mit barocken Elementen angelegt. Der im Jahr 1758 angepflanzte Ginkgobaum gilt als einer der ältesten in Deutschland. Erste Umwandlungsmaßnahmen zu einem englischen Landschaftsgarten begannen bereits ab 1760 durch den Gärtner Daniel August Schwarzkopf, der diese Gestaltungsform während einer Englandreise kennengelernt hatte. Diese Gartenumgestaltung wurde 1803 durch Röttger von Veltheim im Wesentlichen abgeschlossen. Ein besonderes Augenmerk lag dabei auf der Kultivierung ausländischer Baumarten. Harbke entwickelte sich zu der Zeit zum wichtigsten Pflanzlieferanten Deutschlands. Der Park beherbergte früher rund 300 seltene Gehölzarten, von denen heute noch ca. 100 Arten vorhanden sind.
Der „Lustwald“ wurde als Erweiterung des Schlossparks in der Mitte des 18. Jahrhunderts angelegt und sollte Elemente der wirtschaftlichen Nutzung durch die Forstwirtschaft und die Gartenkunst verbinden. In diesem Lustwald wurden überwiegend fremde Gehölze angepflanzt. Der Herkunft der Pflanzen entsprechend wurden die Bereiche dieses Waldes u. a. „Florida“, „Libanon“ oder „Ukraine“ genannt.
In dem Park befindet sich heute noch eine barocke Nischenwand aus dem Jahr 1745, die sogenannte „Chinesische Mauer“, mit der Darstellung der Pomona.
Die evangelische Pfarr- und Schlosskirche St. Levin steht im südwestlichen Parkgelände und wurde im Jahr 1572 auf dem Wall der Burganlage als Schlosskirche erbaut, sie ersetzte einen romanischen Vorgängerbau. Die Kirche befand sich ebenso wie das Schloss bis 1945 im Eigentum der Veltheims und diente auch als Gruftkirche der Familie. Das Kirchengebäude erhielt erst 1719 einen quadratischen Westquerturm mit geschweifter Haube. An der Kirchenfassade befindet sich eine hölzerne Sonnenuhr aus dem Jahr 1640. Die Kirche verfügt über eine spätbarocke Orgel von Christoph Treutmann aus dem Jahr 1727/1728, deren Pfeifenwerk zum Teil noch von der Vororgel von Gottfried Fritzsche aus dem Jahr 1621/1622 stammt. Die Kirche und die Orgel wurden in den letzten Jahren vollständig saniert und stehen heute dem kirchlichen Gemeindeleben wieder zur Verfügung.
In den Jahren 1830 und 1831 wurde an der Stelle eines alten Gewächshauses eine Orangerie im neugotischen Stil erbaut. Dieses Gebäude wurde in der Form eines angedeuteten Kreuzes errichtet und für die Aufzucht tropischer Pflanzen konzipiert. Die drei großen Räume der Orangerie waren unterschiedlich beheizbar. Die Giebelseiten des Dachs sind mit vier großen gotischen Tulpen versehen. Über den beiden Eingangsportalen sind die Familienwappen der beiden Erbauer Charlotte Antonie Friederike von Bülow (Gartenseite) und Röttger von Veltheim (Schlossseite) angebracht. Seit 1808 war Röttger von Veltheim in zweiter Ehre mit Charlotte Antonie Friederike von Bülow (1781–1848) verheiratet. Das Wappen der von Bülow an der Orangerie stellt eine Kuriosität dar. Es zeigt einen gekrönten Schild, darin einen Pirol mit einem Ring im Schnabel über den zu 5 Reihen angeordneten 14 Kugeln des Bülowschen Wappens. Normal sitzt der Pirol nur in der Helmzier, hier wurde er so in den Schild integriert, dass er auf der obersten Kugelreihe sitzt. Das Wappen über der Terrasse mit Blick auf das ehemalige Schloss zeigt das gräfliche Wappen der von Veltheim, wie es seit 1798 mit der Erhebung in den preußischen Grafenstand verliehen wurde. In den letzten Jahren wurde das Gebäude umfassend saniert und beherbergt heute in den Sommermonaten ein Café.
Der Schlosspark ist Teil des Projekts Gartenträume Sachsen-Anhalt.

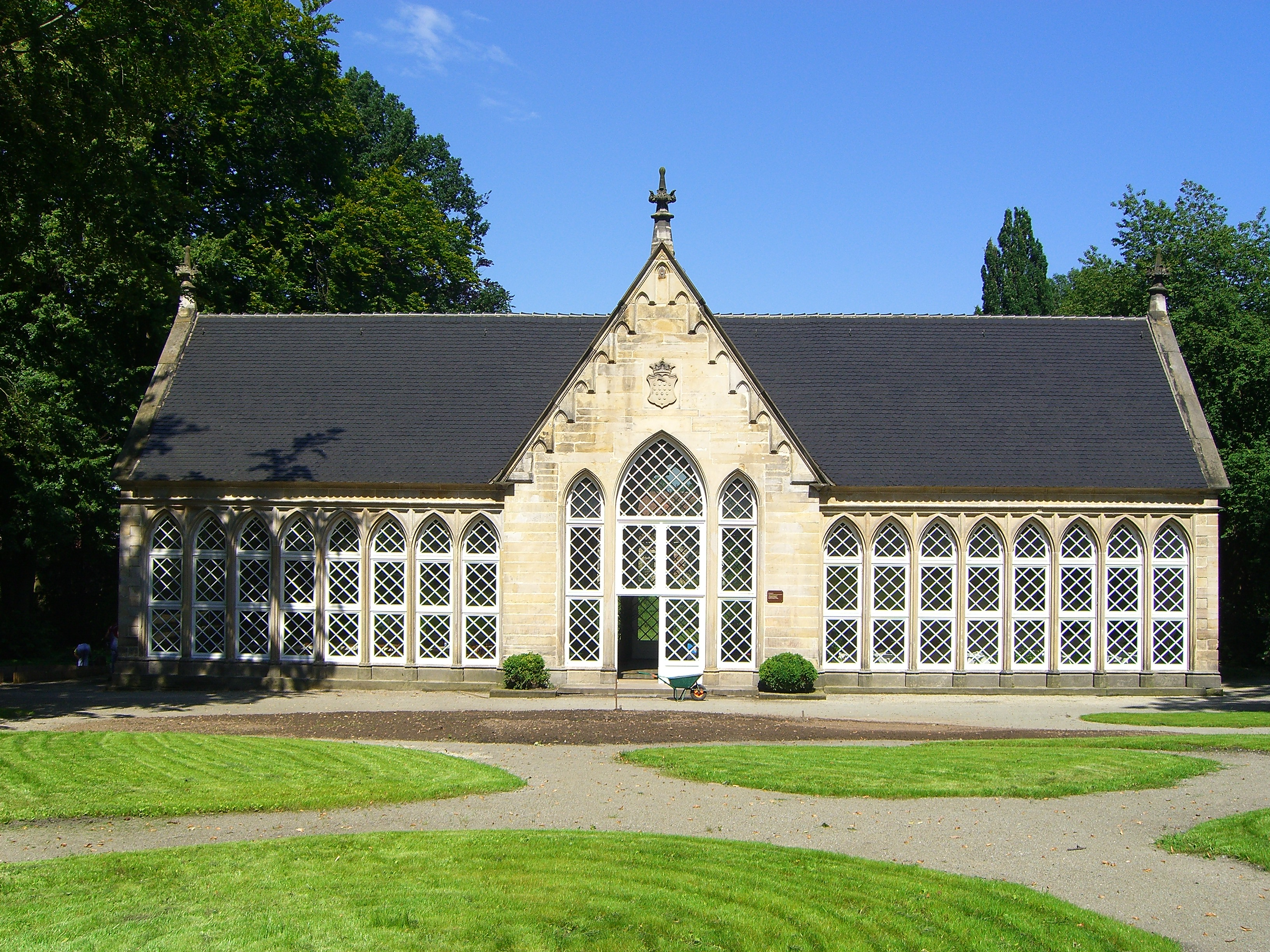
Orangerie
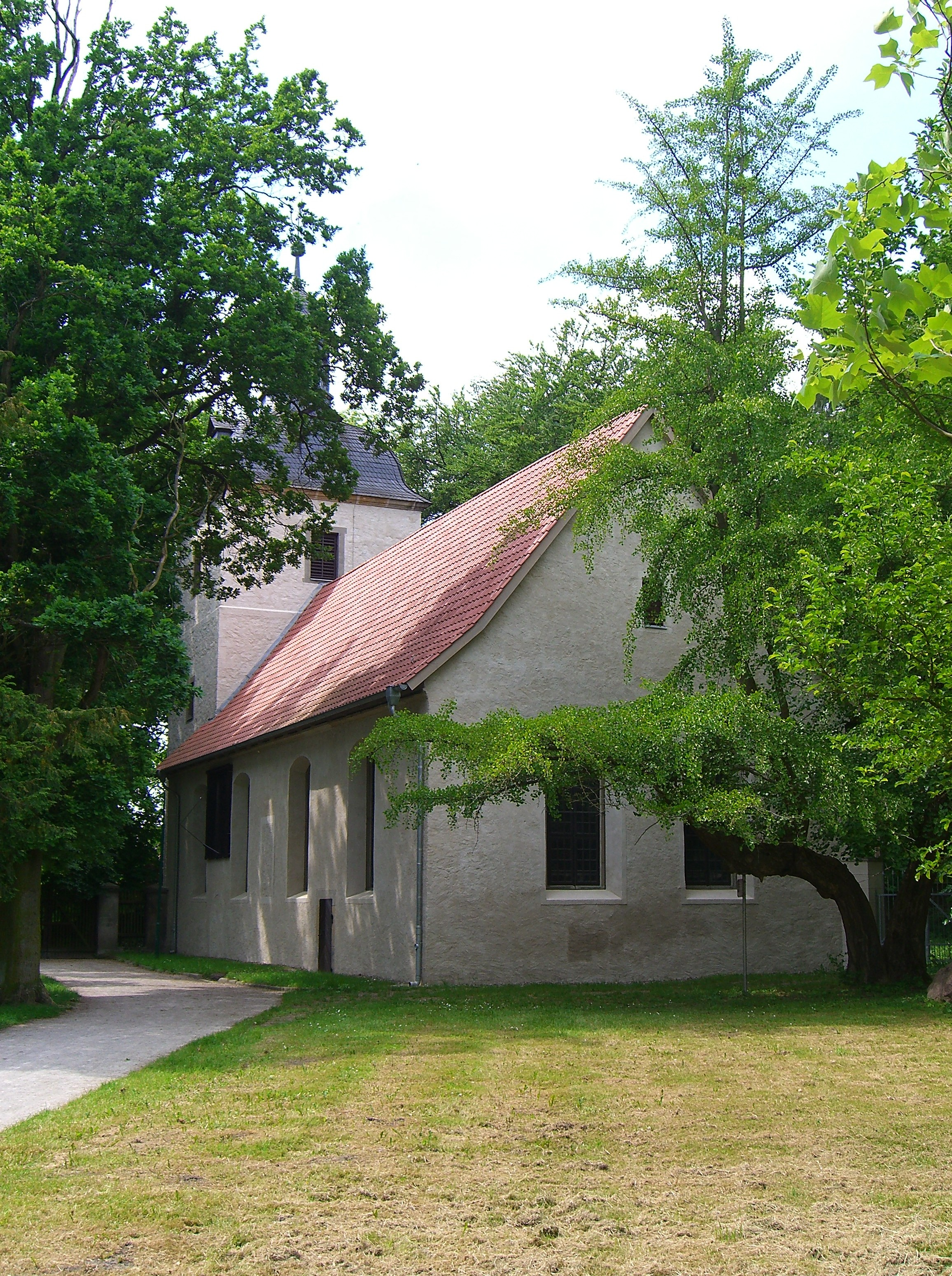
Kirche St. Levin mit Ginkgobaum (rechts)
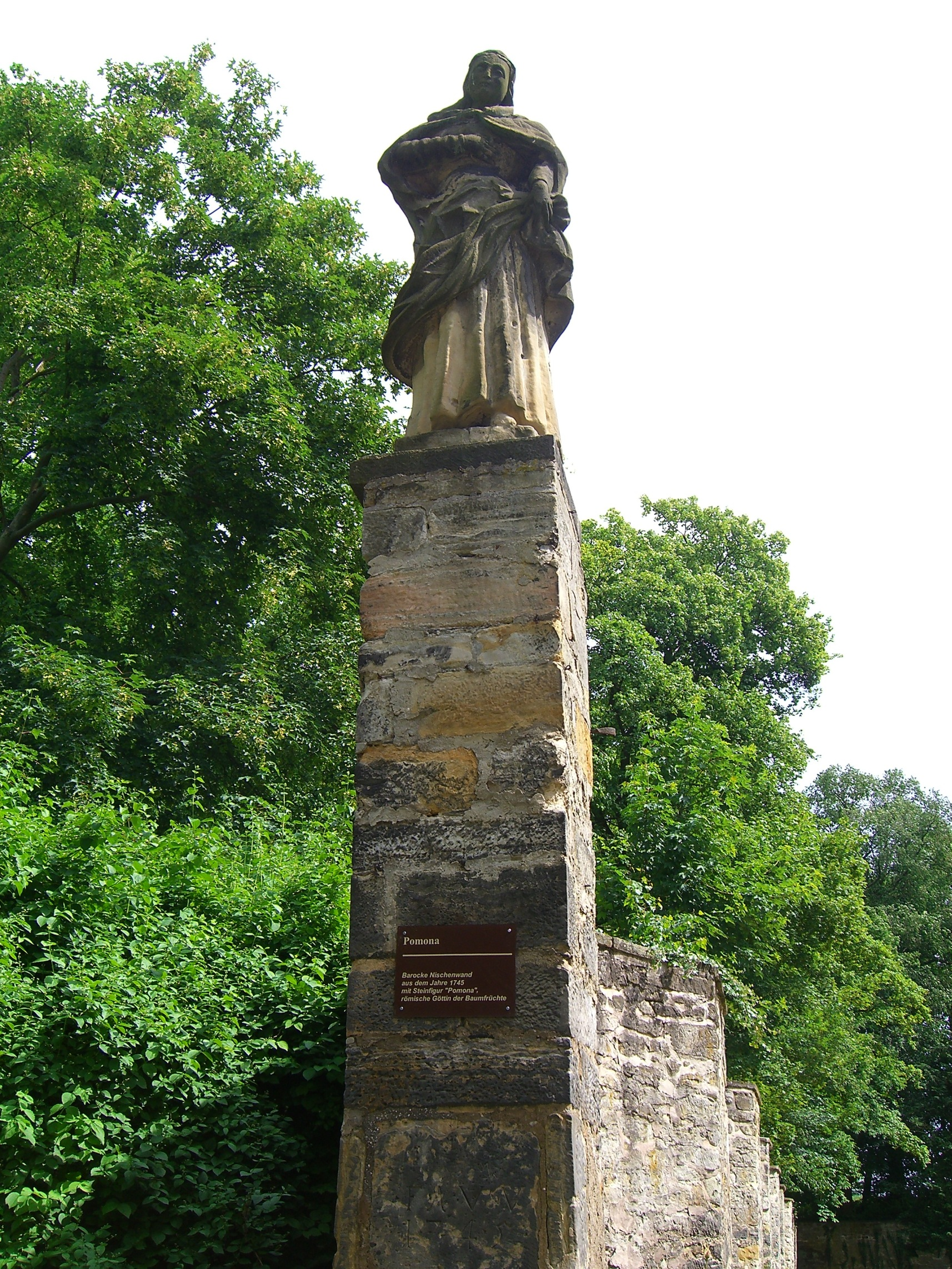
„Chinesische Mauer“ mit Pomona-Skulptur
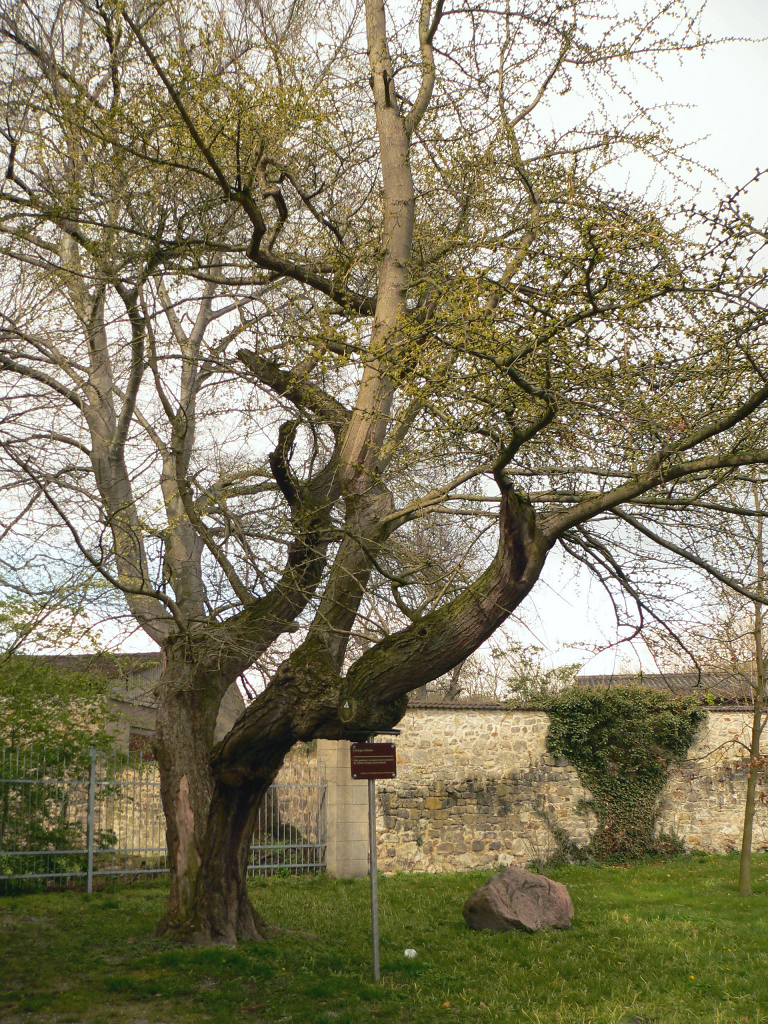
Ginkgobaum von 1758
Pomona (römische Göttin der Baumfrüchte)